# Claudette Mink
Claudette Mink (Toronto, 4 de abril de 1971) é uma atriz canadense.
É famosa por suas aparições nas séries The Guard e Harper's Island. Também participou de Men in Trees, Battlestar Galactica, The Days, John Doe e First Wave.
No cinema, atuou nos filmes Children of the Corn: Revelation, Tamara, Alfie, Paycheck e Butterfly on a Wheel.